# Pericle Ansaldo
Pericle Ansaldo (Genova, 1889 – Roma, 1969) è stato uno scenografo italiano.
Ideatore del palcoscenico mobile a sezioni e di varie applicazioni al Teatro dell'Opera di Roma, negli USA e in Francia.